# Latifa Raâfat
 (mai 2013).
Si vous disposez d'ouvrages ou d'articles de référence ou si vous connaissez des sites web de qualité traitant du thème abordé ici, merci de compléter l'article en donnant les références utiles à sa vérifiabilité et en les liant à la section « Notes et références ».
Née en 1965 à Kénitra, au Maroc, Latifa Raafat est une chanteuse marocaine qui s'est fait connaître en 1979
Latifa Raafat remporte le prix de la chanson marocaine avec le titre « Khouyi ».
Latifa Raafat dispose d'une des plus belles discographies de la chanson marocaine avec des titres comme Moghyara, Donia, Al Hamdo Li Llah, Ya Hali Ya Aachrani ou encore Ana fi Arek Ya Yama.
La réputation de Latifa Raafat s'étend dans le monde arabe en entier et c'est grâce à elle et à son art que les autres pays arabes découvrent pleinement le dialecte marocain.
En 2006, Latifa Raafat chante Twa7achtek Bezaf, une composition de l'artiste Algérien Mohamed Lamine.